# Ivan Erdődy
Ivan Nepomuk II. grof Erdődy (1733. – 1806.), hrvatsko-ugarski političar, pripadnik velikaške obitelji Erdődy. Bio je hrvatski ban u vremenu od 1790. – 1806. godine.

## Banovanje
Za vrijeme njegovog obnašanja dužnosti, Hrvatski je sabor u svibnju 1790. godine donio zaključak kojim se priznaje Ugarsko namjesničko vijeće i kao vladu (zajedničku) za Hrvatsku. Time je Sabor priznao zajedničku ugarsko-hrvatsku vladu za obje zemlje, u uvjerenju da će ona biti najbolji štit protiv mogućega novog apsolutizma i germanizacije. Ipak, na zasjedanju zajedničkog Sabora u Budimu 1790. odupro se uvođenju mađarskog jezika u Hrvatskoj, izgovorivši u ime hrvatskoga parlamentarnog izaslanstva glasovitu rečenicu Regnum regno non praescribit leges (hrv. Kraljevstvo kraljevstvu ne propisuje zakone). Time je odlučno stavio do znanja da Hrvatski sabor priznaje samo zajedničkog kralja, a ne i nadvlast tuđeg sabora. To protivljenje projektu mladog mađarskog nacionalizma i te specifične riječu su bana Erdődya na osobito značajan način upisale u povijest Hrvatske: one leže u srži zalaganja za Hrvatsko državno pravo.

## Ostavština
Ove su njegove riječi postale jedno od općih mjesta hrvatskog nacionalizma, pa i hrvatskog nacionalnog osjećaja. Antun Gustav Matoš u svojoj pjesmi Pri svetom kralju iz 1909. godine pogrešno ih je pripisao banu Tomi II. Erdődyu (1588. – 1624.), čiji se lik nalazi na nadgrobnoj ploči u Zagrebačkoj katedrali. Izrekao ih je i prvi hrvatski predsjednik, dr. Franjo Tuđman, u svom prvom govoru pred prvim demokratski izabranim saborom.